# وندی اسمیت-سیلی
وندی اسمیت-سیلی (انگلیسی: Wendy Smith-Sly؛ زادهٔ ۵ نوامبر ۱۹۵۹) دونده زن دو نیمه‌استقامت اهل بریتانیا است.
وی در مسابقات کشوری و بین‌المللی در مجموع برندهٔ ۱ مدال نقره شده‌است.